# Springbank
Springbank Distillery är ett familjeföretag ägt av J & A Mitchell & Co. Destilleriet ligger i staden Campbeltown på södra delen av halvön Kintyre. Campbeltown kallades runt år 1900 för världens whiskyhuvudstad och hade drygt 30 destillerier. År 2004 fanns bara två aktiva destillerier av Campbeltown Single Malt kvar, nu är de tre. Springbank tillverkar tre distinkt olika typer av single malt skotsk whisky i samma anläggning. De är: 
Springbank Single Malt som är den ursprungliga och mest populära varianten och säljs i många olika tappningar. Den är lätt rökt och destillerad två och en halv gång. Destilleringen är unik och gör att delar av innehållet med lägre alkoholhalt separeras tidigare och blandas in i den tredje destilleringen. 
Longrow Single Malt var inledningsvis tyngre och mycket rökigare är t ex Lagavulin och Laphroaig. Den blev en populär maltwhisky bland många konnässörer. Senare har rökigheten avtagit mycket även om den fortfarande betraktas som rökig. Jim Murray uttrycker stor besvikelse över bristen på rökighet i dagens tappningar i sina årligen utkommande böcker Jim Murray's Whisky Bible.
Hazelburn Single Malt är den nyaste varianten. Hazelburn är gjord på orökt malt och destillerad tre gånger. Den har en mildare karaktär. 
År 2004 startade ägarna J & A Mitchell & Co ett ytterligare destilleri i Campbeltown, Glengyle, som gör maltwhiskyn Kilkerran. Enligt uppgifter startades det nya destilleriet efter att det börjat ifrågasättas om Campbeltown kunde räknas som en egen whiskyregion när där endast fanns två destillerier.  
J & A Mitchell & Co äger också den äldsta oberoende tapparen av olika maltwhisky, William Cadenhead's, som har tre butiker i Storbritannien (Campbeltown, Edinburgh och London) och fem i övriga Europa. 
Springbank är ett av få kvarvarande familjeägda distillerier och det äldsta som fortfarande ägs av grundarsläkten. De är den enda tillverkaren som har allt "inom väggarna". På Springbank sköts allt från mältningen till buteljeringen vid destilleriet, och många av de metoder som används är klart mer traditionsenliga än vid många andra destillerier, exempelvis vänds malten under mältningen om helt för hand. Springbanks produkter varken färgas eller kylfiltreras. Kornet för Glengyle mältas och röks också på Springbank. 
J & A Mitchell & Co tillverkar även två sorters blended whisky, 5-åriga Campbeltown Loch (baserad på Longrow och Springbank), och Mitchell's (baserad på Glengyle).